# بیانکا بالتی
بیانکا بالتی (به انگلیسی: Bianca Balti) (زاده ۱۹ مارس ۱۹۸۴) مدل ایتالیایی است.
از فیلم‌ها یا برنامه‌های تلویزیونی که وی در آن نقش داشته‌است می‌توان به برو برو قصه‌ها اشاره کرد.